# Långtjärnen (Ramsjö socken, Hälsingland, 690224-151404)
Långtjärnen är en sjö i Ljusdals kommun i Hälsingland och ingår i Delångersåns huvudavrinningsområde. Sjön har en area på 0,108 kvadratkilometer och ligger 330,5 meter över havet.

## Delavrinningsområde
Långtjärnen ingår i det delavrinningsområde (690299-151258) som SMHI kallar för Mynnar i Siksjön. Medelhöjden är 364 meter över havet och ytan är 8,07 kvadratkilometer. Räknas de 9 avrinningsområdena uppströms in blir den ackumulerade arean 59,17 kvadratkilometer. Naggån som avvattnar avrinningsområdet har biflödesordning 2, vilket innebär att vattnet flödar genom totalt 2 vattendrag innan det når havet efter 125 kilometer. Avrinningsområdet består mestadels av skog (82 procent) och sankmarker (15 procent). Avrinningsområdet har 0,11 kvadratkilometer vattenytor vilket ger det en sjöprocent på 1,3 procent.